# رولاند ويست
رولاند ويست (بالإنجليزية: Roland West)‏ هو كاتب سيناريو ومخرج أمريكي، ولد في 20 فبراير 1885 في كليفلاند في الولايات المتحدة، وتوفي في 31 مارس 1952 في سانتا مونيكا في الولايات المتحدة.

## وصلات خارجية
- رولاند ويست على موقع IMDb (الإنجليزية)
- رولاند ويست على موقع ألو سيني (الفرنسية)
- رولاند ويست على موقع أول موفي (الإنجليزية)
- رولاند ويست على موقع قاعدة بيانات برودواي على الإنترنت (الإنجليزية)
- رولاند ويست على موقع قاعدة بيانات الأفلام السويدية (السويدية)
- رولاند ويست على موقع إن إن دي بي (الإنجليزية)
- رولاند ويست على موقع قاعدة بيانات الفيلم (الإنجليزية)
- رولاند ويست على موقع كينوبويسك (الروسية)